# Дългоопашата парадигала
Дългоопашатата парадигала (Paradigalla carunculata) е вид птица от семейство Райски птици (Paradisaeidae). Видът е почти застрашен от изчезване.

## Разпространение и местообитание
Разпространен е в Индонезия.